# LBR (Dateiformat)
LBR ist ein Dateiformat zur Datenarchivierung.
Bekanntheit erlangte das Format unter dem Betriebssystem CP/M und dem darin enthaltenen Kommandozeilenprogramm LU (später NULU). Es wurde meist in Kombination mit den Komprimierern/Entpackern CR/UNCR („[un-]crunch“) oder SQ („squeeze“) verwendet, die Dateien erhielten dann jeweils die Dateiendung .LZR respektive .LQR je nach dem Algorithmus.
Es war auch noch unter DOS in Verwendung, wurde dann aber durch bessere Formate wie ARC und später PAK, LZH, ZIP und RAR ersetzt. Heute werden noch Emulatoren für [NU]LU angeboten, um solche Dateien zu lesen.
Die Dateiendung .LBR („Library“ für ‚Bibliothek‘) ist nicht eindeutig. Mehrere jeweils zueinander nicht kompatible Formate wurden im Lauf der IT-Historie entwickelt, so zum Beispiel von IBM zur Auslieferung von Software in den 1980er Jahren.